# Bokbier
Bokbier of bockbier (naar het Duits: Bockbier) is een sterk seizoensbier. Oorspronkelijk zijn bokbieren ondergistend, maar er zijn in Nederland meer en meer bovengistende bokbieren op de markt gekomen. Een donkere variant wordt tussen oktober en februari verkocht (met een verkooppiek rond oktober en november) en wordt herfstbok genoemd. Vanaf de vastentijd tot mei wordt ook bokbier verkocht dat meestal blond of amberkleurig is en lentebok of meibok wordt genoemd.
Bokbier is van oorsprong een Duitse biersoort. Andere landen waar bokbier wordt gebrouwen, zijn Nederland, Noorwegen, Oostenrijk en Tsjechië. Het Nederlandse bokbier heeft zich vanaf de jaren 80 van de twintigste eeuw tot een afzonderlijke stijl ontwikkeld met zo z'n eigen tradities en als opvallendste kenmerk dat bokbieren zowel onder- als bovengistend kunnen zijn. Ook in België worden bokbieren in Nederlandse stijl gebrouwen, maar die zijn uitsluitend bestemd voor de Nederlandse markt. België zelf kent geen bokbiertraditie.  

## Geschiedenis

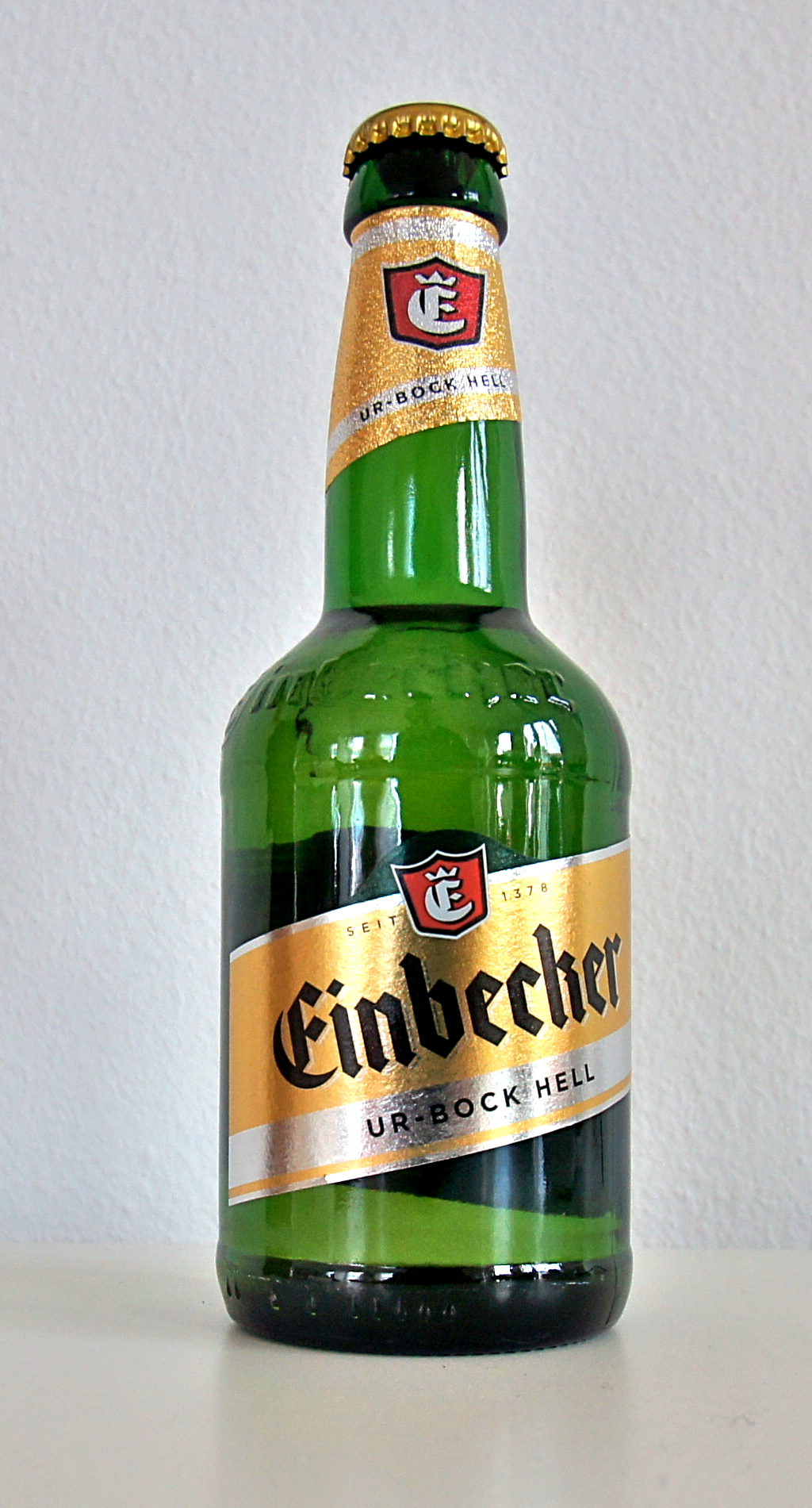
Einbecker Ur-Bock, "Einbecker" fles

Het verhaal gaat dat de naam aan het begin van de 17e eeuw in Beieren ontstaan is en een verbastering zou zijn van Einbecker Bier. Einbeck was in de middeleeuwen een beroemde bierstad in Nedersaksen. Het bier werd tot ver buiten de stadsgrenzen geëxporteerd. Het werd onder meer geleverd aan de Hertogen van Beieren, die het buitengewoon lekker vonden, maar ook veel te duur vanwege de hoge accijnzen. Hertog Willem V besloot een eigen brouwerij op te richten om het Einbecker bier na te laten maken.
In 1591 werd daarmee begonnen in het Münchener Hofbräuhaus. Maar hoe goed de Beierse brouwers ook hun best deden, hun bier haalde het niet bij het Einbecker bier. Rond 1612 werd een brouwer, Elias Pilcher, uit Einbeck naar Beieren gehaald om het Einbecker bier te brouwen. Hij slaagde erin een bier "nach Einbecker Art" te brouwen.
"Einbecker Bier" werd op z'n Beiers als "Ainpöckisch Bier" uitgesproken, verkort "Ainpöck" en ten slotte vroeg men in het gewone spraakgebruik om "Ein Bock". Met een bok heeft de naam dus niets te maken, maar op etiketten wordt wel vaak een bok afgebeeld.
Er zijn nog meer verhalen over de oorsprong en naamgeving van het bokbier, waarin wel een verband met de bok wordt gelegd. Het zou te maken kunnen hebben met de Germaanse god Donar (soms afgebeeld als half mens, half bok) die op een bokkenwagen langs de hemel rijdt, en tegelijkertijd de vruchtbaarheid symboliseert. De nieuwe gerst- of tarweoogst werd gevierd met het zojuist bereide nieuwe bier: bokbier dus. De tarwe of gerst wordt eind van de zomer geoogst en kon na bewerking (mouten) worden gebruikt om de eerste brouw van dat seizoen te brouwen. Ondertussen is het dan herfst en dus de 'herfst'-bok.

## Nederland
Het eerste op grote schaal gebrouwen bokbier was dat van de Koninklijke Nederlandsche Beiersch Bierbrouwerij in Amsterdam, die het in maart 1868 introduceerde. Oorspronkelijk was het, in navolging van Duitsland, een voorjaarsbier maar de introductiedatum van het bokbier schoof door de jaren heen op naar het najaar; in de jaren dertig werd het bokbier de tweede donderdag van december uitgebracht en later werd dit vervroegd naar oktober.
Bokbier bleef in het assortiment van de grote Nederlandse brouwerijen, maar mede door de inspanningen van de vereniging PINT en hun jaarlijkse bokbierfestival (sinds 1978) werd het bokbier in de jaren tachtig en negentig weer echt populair in Nederland. In 1982 brouwde de Arcense Bierbrouwerij het eerste bovengistende bokbier. Tegenwoordig zijn er meer dan 50 bokbieren op de markt.

## Eigenschappen van het bier
Oorspronkelijk was bokbier een bier van lage gisting van rond de 6,5% alcohol, robijnrood van kleur en met een moutige en wat karamelachtige smaak. De bierverordening stelde als enige eis dat bokbier een stamwortgehalte van minimaal 15,5° Plato heeft. Tegenwoordig wordt daar (in Nederland) niet meer streng op gelet en is feitelijk alles mogelijk. Er zijn tegenwoordig zwaardere bokbieren (meer dan 6,5% alcohol) en met verschillende grondstoffen, zoals tarwe.

## Bokbierevenementen in Nederland
- Sinds jaar en dag organiseert Biercafé 't Pleintje in Hengelo (Overijssel) twee keer per jaar de Bokbierdag. In het voorjaar voor de lentebok en in oktober voor de herfstbok.
- Sinds 1992 wordt in Groenlo een Bokbierfestival georganiseerd. Echter in 2009 besloten brouwers de presentatie van het bokbier uit te stellen omdat het op 21 september vaak nog warm zomerweer is. Daardoor ontbrak er bokbier op het festival van dat jaar.[4]
- Sinds 1996 is er in Utrecht in oktober een jaarlijks Bockbierfestival. Sinds 2012 is er in april ook een Lentebokfestival op dezelfde locatie.
- Elk jaar op de eerste zaterdag van oktober organiseert Bierbrouwerij Maallust het grootste Bockfest van het hoge noorden.
- Sinds 1995 wordt in Zutphen in de maand oktober de Nationale Bokbierdag georganiseerd, een evenement met diverse activiteiten die in het teken staan van het bokbier. Tevens vindt hier het 'Bokbier Open Nederlands Kampioenschap' (BONK) plaats, een (hobby)brouwwedstrijd voor alle stijlen van bokbieren georganiseerd door brouwersgilde 'De Roode Toren'.
- In het Noord-Limburgse Griendtsveen is sinds 1997 begin oktober het wereldkampioenschap Bokkenollen. Bokkenollen is een samentrekking van bokken en hollen. Het gebeurt in teamverband; twee lopers onder begeleiding van een coach starten met een dienblad met een flesje bokbier en vier gevulde glazen. Ze leggen een parcours af ter lengte van ongeveer een kilometer en proberen zo snel mogelijk zo veel mogelijk bokbier naar de finish te brengen. Het parcours is voorzien van hindernissen waaronder een klimkoker, een moddersloot, een tandemwaterfiets, een waterglijbaan en amfibiebadkuipen over het kanaal.
- Sinds 2001 wordt elk jaar in de maand oktober, en in elk geval vóór het PINT Bokbierfestival door het onafhankelijke organisatiecomité 'Lekkerste Bockbier' de verkiezing georganiseerd van 'Het Lekkerste Bockbier van Nederland'. Het betreft uitsluitend bokbieren die op fles verkrijgbaar zijn.
- In Elburg vindt sinds 2007 op de vierde zaterdag van september Bockbierdag plaats. Een botter geladen met vaten bockbier legt aan in de haven terwijl in een historische koetsentocht de aanspanningen vóór het aanslaan van het eerste vat over de havenkade gaan. Het eerste vat wordt aangeslagen waarna de nieuwe vaatjes op een paardenkar worden geladen en bij diverse horecagelegenheden worden gebracht. De stadsomroeper geeft bij elke gelegenheid een omschrijving van het bier en het vat wordt aangeslagen.
- In het Brabantse Drunen wordt jaarlijks een bockbiermatinee georganiseerd door de lokale bierproefvereniging De vrienden van de Bockaar.
- In de Zaanstreek wordt de Bokkentocht (ook wel Bokketochie) gehouden. Hier gaan mensen de straat op om van café naar café te gaan en daar, steeds van een andere brouwerij, een bokbiertje te drinken. Bij elk café wordt er een stempel gezet, en als alle stempels zijn opgehaald wacht er een cadeautje.
- In het Drentse Westerbork wordt sinds 2011 een bockbierfestival gehouden. Het is een initiatief van de stichting "zomer-activiteiten" en de horeca van Westerbork.
- Op de eerste zaterdag van oktober wordt in Kampen de jaarlijkse Bokbierdag Kampen georganiseerd. De Bokbierdag bestaat uit een Bokbiertocht door de historische binnenstad. De tocht eindigt op een proeflocatie waar meerdere bokbieren geproefd kunnen worden. In 2010 konden er in totaal 15 bokbieren van het vat geproefd worden.
- Sinds 2011 wordt er jaarlijks in oktober bij de Kienehoef in Sint-Oedenrode een bockbierfestival georganiseerd in samenwerking met carnavalsvereniging de Plekkers aan de prins van Papgat (Sint-Oedenrode).
- Sinds 2011 vindt op de tweede zondag van oktober in Medemblik de Bokkentoer plaats. Het bijzondere is dat de bezoekers van proeflokaal tot proeflokaal worden gebracht middels twee paardentrams en een elektrisch CityTours-busje. Inmiddels zijn er 24 deelnemende proeflokalen.
- Sinds 2011 vindt in Leiden op de eerste zondag van november de Bokkenwandeling plaats waaraan 18 cafés meedoen. Er zijn drie routes langs zes cafés waarbij bockbieren van kleine Nederlandse brouwerijen worden geproefd.
- Sinds 2012 vindt er jaarlijks in oktober te Enkhuizen een bokbierfestival plaats.
- Sinds 2013 wordt er in oktober het Amersfoorts Bockbier Festival georganiseerd in het Krankeledenplantsoen aan de Krankeledenstraat in Amersfoort.
- Sinds 2013 wordt er in de gemeente Langedijk de 'Langedijker Bokketocht verreden. Op de derde zaterdag van april en oktober een fietstocht langs zes cafés met ieder minimaal drie verschillende bokbieren op tap of uit de fles.
- Sinds 2014 wordt er in oktober de Bèkse Bokkentocht gehouden, onder begeleiding van herfstachtige hapjes worden er diverse bokbieren geproefd bij de diverse horeca-gelegenheden in Vierlingsbeek.
- Sinds 2015 wordt er jaarlijks op de derde zondag in oktober op Fort Altena in Werkendam, onderdeel van de Nieuwe Hollandse Waterlinie, een bockbierproeverij gehouden.